# Bahodir Ibragimov
Bahodir Ibragimov, uzb. cyr. Баходир Ибрагимов, ros. Бохадыр Ходжиевич Ибрагимов, Bochadyr Chodżijewicz Ibragimow (ur. 20 listopada 1945, Uzbecka SRR; zm. 21 sierpnia 2013 w Taszkencie, Uzbekistan) – uzbecki piłkarz, grający na pozycji napastnika, trener piłkarski.

## Kariera piłkarska
Wychowanek klubu Lokomotiv Taszkent. W 1963 rozpoczął karierę piłkarską w Paxtakorze Taszkent, w którym występował przez 10 lat. W 1973 odszedł do klubu Andijanes Andijon, w którym zakończył karierę piłkarza.

## Kariera trenerska
Po zakończeniu kariery piłkarza rozpoczął pracę szkoleniowca. Najpierw od 1973 do 1976 pomagał trenować Avtomobilchi Termez. Potem ukończył Wyższą Szkołę Trenerów w Moskwie. W 1978 prowadził Nieftianik Fergana, a w 1979 Dinamo Samarkanda. W latach 1980–1984 kierował Szkołą Sportową Paxtakor Taszkent. Potem pracował jako dyrektor techniczny Paxtakoru Taszkent. W 1986-1991 udał się na Bliski Wschód, gdzie trenował w takich krajach jak Syria, Arabia Saudyjska i Zjednoczone Emiraty Arabskie. Po rozpadzie ZSRR w 1993 stał na czele Paxtakoru Taszkent. W 1996 został zaproszony na stanowisko selekcjonera narodowej reprezentacji Uzbekistanu, ale po nieudanych występach został zwolniony. W 1998 konsultował sztab szkoleniowy reprezentacji.
21 sierpnia 2013 zmarł w Taszkencie w wieku 67 lat.

## Sukcesy i odznaczenia

### Sukcesy trenerskie
Paxtakor Taszkent
- wicemistrz Uzbekistanu: 1993
- zdobywca Pucharu Uzbekistanu: 1993